# کلئوبوری مورتیمر
latitudeکلئوبوری مورتیمرlongitudeکلئوبوری مورتیمر
کلئوبوری مورتیمر (به انگلیسی: Cleobury Mortimer) یک منطقهٔ مسکونی در انگلستان است که در میدلند غربی واقع شده‌است.

## خصوصیات
کلئوبوری مورتیمر ۱٬۹۶۲ نفر جمعیت دارد.